# Kathleen Winifred Hughes
Kathleen Winifred Hughes (* 8. September 1926 in Middlesbrough; † 20. April 1977) war eine englische Historikerin, die durch ein systematisches Studium der zeitgenössischen Quellen ein neues Bild der frühchristlichen irischen Kirche entwickelte und damit die Forschung in diesem Bereich über Jahrzehnte hinweg prägte. Insbesondere studierte sie die Beziehungen der frühchristlichen irischen Kirche zu Wales, Schottland, England und Kontinental-Europa.

## Akademischer Lebensweg
Nach dem Abschluss ihrer schulischen Ausbildung begann sie ihr Studium 1944 im Bedford College an der University of London. Nach dem Abschluss des Studiums und der zusätzlichen Lehramtsprüfung begann sie als Doktorand mit der Forschung über den Heiligen Finnian von Clonard. Da die Geschichte von Finnian und Clonard eng mit Llancarfan in Wales verbunden ist, beschäftigte sie sich früh mit den Beziehungen zwischen Irland und Wales. Unter anderem durch die Vorlesungen von Francis Wormald entwickelte sie ein tiefes Interesse an alten Handschriften und mittelalterlicher Kunst. Ferner lernte sie zu dieser Zeit in mehreren Aufenthalten in Oxford und in Irland Alt- und Mittelirisch, was ihr den Weg zu den mittelalterlichen Quellen öffnete. Sie schloss die Promotion 1951 ab.
Von 1951 bis 1955 arbeitete sie als Assistant Lecturer in Geschichte am Royal Holloway College. Danach erhielt sie eine Anstellung als Lecturer für Geschichte am Newnham College in Cambridge. 1957 wurde sie zum University Assistant Lecturer in der Fakultät für Geschichte ernannt. 1976 übernahm sie die Nachfolge von Nora Chadwick als Lecturer für die frühe Geschichte und Kultur der britischen Inseln.

## Werke
Ihre frühen Publikationen gingen insbesondere auf den heiligen Finnian, seine Verbindung zu Wales und Clonard ein. Hinzu kamen vermehrt Analysen einiger mittelalterlicher Handschriften. Danach begannen verallgemeinernde Werke über die frühchristliche Kirche in Irland, die etwa Wallfahrten behandelten oder die Ausbildung der Mönche. Bedeutung erlangte hier insbesondere ihr 1966 erschienenes Werk The Church in Early Irish Society, das zum ersten Mal die Einbettung der frühchristlichen Kirche in die damalige irische Gesellschaft umfassend darstellte.
In ihren weiteren Werken intensivierte sie ihre Forschung der frühmittelalterlichen Kontakte Irlands zu den Pikten und England. Recht bekannt wurde ihr 1972 erschienenes Buch über die Primärquellen zur frühmittelalterlichen Kirchengeschichte Irlands Early Christian Ireland: Introduction to the Sources. Sie war eine Hauptvertreterin der Hypothese der Chronik von Irland.
Zahlreiche Aufsätze erschienen erst nach ihrem unerwartet frühen Tod 1977. Dazu gehören insbesondere ihre Auseinandersetzung mit früheren Vorstellungen über die frühchristliche irische Kirche The Celtic Church: Is this a Valid Concept? und die aktualisierte Arbeit The church in Irish society, 400-800 für die damals noch in Planung befindliche Reihe A New History of Ireland.

## Würdigung ihres Werks
Dáibhí Ó Cróinín, der Herausgeber des Werks Prehistoric and Early Ireland, würdigt das Werk Kathleen Hughes aus der Sicht von 2005: Obwohl einige neuere Arbeiten auch die Sichtweise von Hughes teilweise revidieren, war sie zweifellos die bedeutendste Historikerin der irischen Kirchengeschichte ihrer Generation. Mit ihrem Werk The church in early Irish society von 1966 habe sie das Gebiet von früheren Klischees befreit und mit ihrem Werk von 1972 über die Quellen zur frühmittelalterlichen Kirchengeschichte wies sie den weiteren Weg.
Im Jahr 2000 begann eine jährlich gehaltene Serie von Vorlesungen im Andenken an Kathleen Hughes über die mittelalterliche Geschichte von Wales an der Hughes Hall in Cambridge. Alle Beiträge erscheinen anschließend in gedruckter Form.

## Bibliographie ausgewählter Werke
- Kathleen Hughes: The Church in Early Irish Society. Methuen & Co Ltd, 1966.
- Kathleen Hughes: Early Christian Ireland: Introduction to the Sources. Cornell University Press, 1972, ISBN 0-8014-9135-5.
- Kathleen Hughes und Ann Hamlin: The Modern Traveller to the Early Irish Church. London, 1977. 1997 und 2004 in einer neuen Auflage erschienen bei Four Courts Press, ISBN 1-85182-194-5.
- Kathleen Hughes: The Celtic Church: Is this a Valid Concept?. In: Cambridge Medieval Celtic Studies, Jahrgang 1981, Heft 1, Seiten 1–20. (Diese Veröffentlichung basiert auf einer Vorlesung als O’Donnell Lecturer an der University of Oxford von Hughes aus dem Jahr 1974/75. Sie hatte selbst vor, eine überarbeitete Fassung zu veröffentlichen; wurde durch ihren frühen Tod jedoch daran gehindert.)
- Kathleen Hughes: The church in Irish society, 400-800. Geschrieben 1974, erschienen jedoch erst 2005 im Band Prehistoric and Early Ireland, ISBN 0-19-821737-4.